# ريتشارد ويلسون (سياسي)
ريتشارد ويلسون (بالإنجليزية: Richard Wilson)‏ (و. القرن 19 – 1957 م) هو سياسي، وفلاح من جمهورية أيرلندا، والدولة الأيرلندية الحرة.

## مناصب
تولى منصب عضو مجلس الشيوخ من أيرلندا (6 ديسمبر 1934–19 مايو 1936)
- عضو مجلس الشيوخ من أيرلندا (6 ديسمبر 1928–6 ديسمبر 1934)[5]
- نائب دييل (19 سبتمبر 1923–20 مايو 1927)[5]
- نائب دييل (9 سبتمبر 1922–9 أغسطس 1923)[5]

.